# Calcio Catania 1976-1977
Questa voce raccoglie le informazioni riguardanti il Calcio Catania nelle competizioni ufficiali della stagione 1976-1977.

## Stagione
Per la stagione 1976-1977, nonostante il positivo finale del campionato precedente, il presidente Angelo Massimino non conferma Guido Mazzetti e richiama in panchina Carmelo Di Bella; un'epopea la sua che era iniziata quasi quarant'anni prima da calciatore nel Catania prebellico, culminata nei successi sulla panca etnea degli anni Sessanta.
Anche la rosa porta a molti cambiamenti: se ne vanno Guido Biondi e Claudio Ciceri, i difensori Guido Battilana, Roberto Benincasa e Antonio Ceccarini, mentre in entrata arrivano la mezzala Lorenzo Barlassina, il roccioso stopper Giovanni Bertini, le estrose ali Nicola Fusaro e Desiderio Marchesi, e in avanti il giovane attaccante Pierantonio Bortot coll trentaduenne Gaetano Troja, palermitano acquistato dal Bari e richiesto espressamente dal tecnico rossazzurro; dall'Inter arriva inoltre Bortolo Mutti che farà otto centri nel torneo cadetto.
Il Catania in campionato ottiene diciannove pareggi su trentotto partite, poi sei vittorie e tredici sconfitte, e come spesso accade tutto si decide nell'ultima di campionato. A novanta minuti dal termine la compagine etnea vanta un punto di vantaggio sulle terz'ultime, ma lo aspetta lo scontro diretto con il Brescia: finisce (4-1) per i lombardi che si salvano, il Catania scende in Serie C con Novara e SPAL.

## Rosa
| N. |                   | Ruolo | Calciatore           |
| -- | ----------------- | ----- | -------------------- |
|    | Italia (bandiera) | C     | Guido Angelozzi      |
|    | Italia (bandiera) | C     | Lorenzo Barlassina   |
|    | Italia (bandiera) | D     | Giovanni Bertini     |
|    | Italia (bandiera) | A     | Pierantonio Bortot   |
|    | Italia (bandiera) | C     | Antonino Cantone     |
|    | Italia (bandiera) | D     | Luigi Chiavaro       |
|    | Italia (bandiera) | D     | Paolo Dall'Oro       |
|    | Italia (bandiera) | P     | Antonio Dal Poggetto |
|    | Italia (bandiera) | D     | Pantaleo De Gennaro  |
|    | Italia (bandiera) | C     | Piero Fraccapani     |
|    | Italia (bandiera) | C     | Nicola Fusaro        |

| N. |                   | Ruolo | Calciatore          |
| -- | ----------------- | ----- | ------------------- |
|    | Italia (bandiera) | D     | Domenico Labrocca   |
|    | Italia (bandiera) | C     | Adelchi Malaman     |
|    | Italia (bandiera) | A     | Desiderio Marchesi  |
|    | Italia (bandiera) | C     | Damiano Morra       |
|    | Italia (bandiera) | A     | Bortolo Mutti       |
|    | Italia (bandiera) | C     | Franco Panizza      |
|    | Italia (bandiera) | D     | Vinicio Pasin       |
|    | Italia (bandiera) | P     | Zelico Petrovic     |
|    | Italia (bandiera) | A     | Giampietro Spagnolo |
|    | Italia (bandiera) | A     | Gaetano Troja       |

## Risultati

### Serie B

#### Girone di andata
| Catania 26 settembre 1976 1ª giornata | Catania          | 0 – 0 | Lecce | Stadio Cibali\| Arbitro: \| Terpin (Trieste) \| |
| Arbitro:                              | Terpin (Trieste) |       |       |                                                 |

| Pescara 3 ottobre 1976 2ª giornata | Pescara         | 0 – 0 | Catania | Stadio Adriatico\| Arbitro: \| Mascia (Milano) \| |
| Arbitro:                           | Mascia (Milano) |       |         |                                                   |

| Catania 10 ottobre 1976 3ª giornata | Catania          | 0 – 0 | Rimini | Stadio Cibali\| Arbitro: \| Falasca (Chieti) \| |
| Arbitro:                            | Falasca (Chieti) |       |        |                                                 |

| Arbitro: | Tonolini (Milano) |

|                     |           |  |
| Rossi 47’, 64’, 79’ | Marcatori |  |

| Arbitro: | Vannucchi (Bologna) |

|                          |           |             |
| Barlassina 62’ Mutti 90’ | Marcatori | 80’ Volpati |

| Palermo 31 ottobre 1976 6ª giornata | Palermo        | 0 – 0 | Catania | Stadio La Favorita\| Arbitro: \| Frasso (Capua) \| |
| Arbitro:                            | Frasso (Capua) |       |         |                                                    |

| Catania 7 novembre 1976 7ª giornata | Catania          | 0 – 0 | Sambenedettese | Stadio Cibali\| Arbitro: \| Colasanti (Roma) \| |
| Arbitro:                            | Colasanti (Roma) |       |                |                                                 |

| Arbitro: | Foschi (Forlì) |

|                           |           |                    |
| Toschi 3’ Vriz 80’ (rig.) | Marcatori | 53’ (rig.) Panizza |

| Arbitro: | Lops (Torino) |

|           |           |         |
| Mutti 71’ | Marcatori | 3’ Piga |

| Arbitro: | Agate (Torino) |

|           |           |                |
| Paina 38’ | Marcatori | 60’ De Gennaro |

| Arbitro: | Frasso (Capua) |

|             |           |            |
| Ferrari 28’ | Marcatori | 32’ Fusaro |

| Arbitro: | Governa (Alessandria) |

|           |           |  |
| Mutti 83’ | Marcatori |  |

| Arbitro: | Panzino (Catanzaro) |

|                               |           |  |
| Mutti 77’ Spagnolo 87’ (rig.) | Marcatori |  |

| Arbitro: | Parussini (Udine) |

|                                     |           |                         |
| Villa 32’ Zandoli 44’, 53’ Moro 82’ | Marcatori | 76’ Mutti 85’ Angelozzi |

| Arbitro: | Lattanzi (Roma) |

|                     |           |  |
| Spagnolo 47’ (rig.) | Marcatori |  |

| Arbitro: | Longhi (Roma) |

|                             |           |  |
| Tosetto 24’, 67’ Braida 65’ | Marcatori |  |

| Arbitro: | Redini (Pisa) |

|              |           |  |
| Labrocca 72’ | Marcatori |  |

| Arbitro: | Panzino (Catanzaro) |

|            |           |              |
| Casone 28’ | Marcatori | 35’ Spagnolo |

| Arbitro: | Paparesta (Bari) |

|            |           |             |
| Fusaro 64’ | Marcatori | 40’ Zanotti |

#### Girone di ritorno
| Lecce 13 febbraio 1977 20ª giornata | Lecce          | 0 – 0 | Catania | Stadio Via del Mare\| Arbitro: \| Frasso (Capua) \| |
| Arbitro:                            | Frasso (Capua) |       |         |                                                     |

| Catania 20 febbraio 1977 21ª giornata | Catania          | 0 – 0 | Pescara | Stadio Cibali\| Arbitro: \| Ciacci (Firenze) \| |
| Arbitro:                              | Ciacci (Firenze) |       |         |                                                 |

| Rimini 27 febbraio 1977 22ª giornata | Rimini             | 0 – 0 | Catania | Stadio Romeo Neri\| Arbitro: \| Migliore (Salerno) \| |
| Arbitro:                             | Migliore (Salerno) |       |         |                                                       |

| Arbitro: | Mattei (Macerata) |

|  |           |             |
|  | Marcatori | 37’ Faloppa |

| Arbitro: | Reggiani (Bologna) |

|                                     |           |  |
| Scanziani 35’ De Gennaro 73’ (aut.) | Marcatori |  |

| Arbitro: | Artico (Padova) |

|             |           |              |
| Cantone 43’ | Marcatori | 31’ Osellame |

| San Benedetto del Tronto 27 marzo 1977 26ª giornata | Sambenedettese  | 0 – 0 | Catania | Stadio Fratelli Ballarin\| Arbitro: \| Celli (Trieste) \| |
| Arbitro:                                            | Celli (Trieste) |       |         |                                                           |

| Arbitro: | Milan (Treviso) |

|                                          |           |                           |
| Mutti 16’ Panizza 55’ Lodetti 75’ (aut.) | Marcatori | 5’ (rig.) 23’ (rig.) Vriz |

| Arbitro: | Migliore (Salerno) |

|                          |           |                         |
| Rocca 11’, 57’ Fanna 54’ | Marcatori | 84’ (aut.) Mastropasqua |

| Catania 17 aprile 1977 29ª giornata | Catania               | 0 – 0 | SPAL | Stadio Cibali\| Arbitro: \| Ballerini (La Spezia) \| |
| Arbitro:                            | Ballerini (La Spezia) |       |      |                                                      |

| Arbitro: | Lops (Torino) |

|           |           |                      |
| Mutti 35’ | Marcatori | 52’ Virdis 60’ Piras |

| Arbitro: | Patrussi (Arezzo) |

|              |           |           |
| Selvaggi 69’ | Marcatori | 30’ Morra |

| Arbitro: | Sancini (Bologna) |

|                                                    |           |  |
| Criscimanni 13’ De Lorentis 33’ Manueli 69’ (rig.) | Marcatori |  |

| Arbitro: | Redini (Pisa) |

|           |           |            |
| Mutti 31’ | Marcatori | 69’ Quadri |

| Arbitro: | Trinchieri (Reggio Emilia) |

|                     |           |  |
| Chiavaro 89’ (aut.) | Marcatori |  |

| Catania 29 maggio 1977 35ª giornata | Catania             | 0 – 0 | Monza | Stadio Cibali\| Arbitro: \| Menicucci (Firenze) \| |
| Arbitro:                            | Menicucci (Firenze) |       |       |                                                    |

| Arbitro: | Lattanzi (Roma) |

|                                      |           |                 |
| Bellinazzi 15’, 23’, 90’ Mariani 33’ | Marcatori | 64’, 76’ Fusaro |

| Arbitro: | Benedetti (Roma) |

|  |           |             |
|  | Marcatori | 36’ Mendoza |

| Arbitro: | Gonella (Torino) |

|                                            |           |           |
| Salvi 19’ (rig.) Fiorini 49’, 56’ Ghio 84’ | Marcatori | 63’ Troja |

### Coppa Italia

#### Primo turno
| Arbitro: | Gialluisi (Barletta) |

|                      |           |  |
| Bigon 32’ Morini 80’ | Marcatori |  |

| Arbitro: | Schena (Foggia) |

|  |           |             |
|  | Marcatori | 7’ Spagnolo |

| Arbitro: | Lops (Torino) |

|            |           |                                  |
| Bortot 75’ | Marcatori | 25’ Re Cecconi 33’, 80’ Giordano |

| Arbitro: | Lapi (Firenze) |

|  |           |                  |
|  | Marcatori | 13’ Mastropasqua |

## Statistiche

### Statistiche di squadra
| Competizione | Punti | In casa | In casa | In casa | In casa | In casa | In casa | In trasferta | In trasferta | In trasferta | In trasferta | In trasferta | In trasferta | Totale | Totale | Totale | Totale | Totale | Totale | DR  |
| Competizione | Punti | G       | V       | N       | P       | Gf      | Gs      | G            | V            | N            | P            | Gf           | Gs           | G      | V      | N      | P      | Gf     | Gs     | DR  |
| ------------ | ----- | ------- | ------- | ------- | ------- | ------- | ------- | ------------ | ------------ | ------------ | ------------ | ------------ | ------------ | ------ | ------ | ------ | ------ | ------ | ------ | --- |
| Serie B      | 31    | 19      | 6       | 10      | 3       | 15      | 11      | 19           | 0            | 9            | 10           | 11           | 33           | 38     | 6      | 19     | 13     | 26     | 44     | -18 |
| Coppa Italia | 2     | 2       | 0       | 0       | 2       | 1       | 4       | 2            | 1            | 0            | 1            | 1            | 2            | 4      | 1      | 0      | 3      | 2      | 6      | -4  |
| Totale       |       | 21      | 6       | 10      | 5       | 16      | 15      | 21           | 1            | 9            | 11           | 12           | 35           | 42     | 7      | 19     | 16     | 28     | 50     | -22 |

### Statistiche dei giocatori
| Giocatore       | Serie B  | Serie B | Serie B     | Serie B    | Coppa Italia | Coppa Italia | Coppa Italia | Coppa Italia | Totale   | Totale | Totale      | Totale     |
| Giocatore       | Presenze | Reti    | Ammonizioni | Espulsioni | Presenze     | Reti         | Ammonizioni  | Espulsioni   | Presenze | Reti   | Ammonizioni | Espulsioni |
| --------------- | -------- | ------- | ----------- | ---------- | ------------ | ------------ | ------------ | ------------ | -------- | ------ | ----------- | ---------- |
| G. Angelozzi    | 19       | 1       | ?           | ?          | ?            | ?            | ?            | ?            | 19+      | 1+     | ?           | ?          |
| L. Barlassina   | 26       | 1       | ?           | ?          | ?            | ?            | ?            | ?            | 26+      | 1+     | ?           | ?          |
| G. Bertini      | 19       | 0       | ?           | ?          | ?            | ?            | ?            | ?            | 19+      | 0+     | ?           | ?          |
| P. Bortot       | 9        | 0       | ?           | ?          | ?            | ?            | ?            | ?            | 9+       | 0+     | ?           | ?          |
| A. Cantone      | 30       | 1       | ?           | ?          | ?            | ?            | ?            | ?            | 30+      | 1+     | ?           | ?          |
| L. Chiavaro     | 26       | 0       | ?           | ?          | ?            | ?            | ?            | ?            | 26+      | 0+     | ?           | ?          |
| P. Dall'Oro     | 20       | 0       | ?           | ?          | ?            | ?            | ?            | ?            | 20+      | 0+     | ?           | ?          |
| A. Dal Poggetto | 6        | -4      | ?           | ?          | ?            | ?            | ?            | ?            | 6+       | -4+    | ?           | ?          |
| P. De Gennaro   | 19       | 1       | ?           | ?          | ?            | ?            | ?            | ?            | 19+      | 1+     | ?           | ?          |
| P. Fraccapani   | 12       | 0       | ?           | ?          | ?            | ?            | ?            | ?            | 12+      | 0+     | ?           | ?          |
| N. Fusaro       | 24       | 4       | ?           | ?          | ?            | ?            | ?            | ?            | 24+      | 4+     | ?           | ?          |
| D. Labrocca     | 37       | 1       | ?           | ?          | ?            | ?            | ?            | ?            | 37+      | 1+     | ?           | ?          |
| A. Malaman      | 11       | 0       | ?           | ?          | ?            | ?            | ?            | ?            | 11+      | 0+     | ?           | ?          |
| D. Marchesi     | 29       | 0       | ?           | ?          | ?            | ?            | ?            | ?            | 29+      | 0+     | ?           | ?          |
| D. Morra        | 25       | 1       | ?           | ?          | ?            | ?            | ?            | ?            | 25+      | 1+     | ?           | ?          |
| B. Mutti        | 33       | 8       | ?           | ?          | ?            | ?            | ?            | ?            | 33+      | 8+     | ?           | ?          |
| F. Panizza      | 33       | 2       | ?           | ?          | ?            | ?            | ?            | ?            | 33+      | 2+     | ?           | ?          |
| V. Pasin        | 11       | 0       | ?           | ?          | ?            | ?            | ?            | ?            | 11+      | 0+     | ?           | ?          |
| Z. Petrovic     | 34       | -40     | ?           | ?          | ?            | ?            | ?            | ?            | 34+      | -40+   | ?           | ?          |
| G. Spagnolo     | 16       | 3       | ?           | ?          | ?            | ?            | ?            | ?            | 16+      | 3+     | ?           | ?          |
| G. Troja        | 12       | 1       | ?           | ?          | ?            | ?            | ?            | ?            | 12+      | 1+     | ?           | ?          |